# Come Over When You’re Sober, Pt. 2
| Совокупная оценка | Совокупная оценка |
| Источник          | Оценка            |
| ----------------- | ----------------- |
| Metacritic        | 79/100            |
| Оценки критиков   |                   |
| Источник          | Оценка            |
| AllMusic          | [ 5 ]             |
| The Guardian      | [ 6 ]             |
| Highsnobiety      | [ 7 ]             |
| HipHopDX          | 3.8/5             |
| HotNewHipHop      | 82/100            |
| NME               | [ 10 ]            |
| The Needle Drop   | 4/10              |
| The Observer      | [ 12 ]            |
| Pitchfork         | 7.2/10            |
| PunkNews          | [ 14 ]            |
| Rolling Stone     | [ 15 ]            |

Come Over When You’re Sober, Pt. 2 (сокращенно COWYS2, с англ. — «Приходи, когда протрезвеешь, часть 2») — второй студийный альбом американского певца и рэпера Lil Peep. Альбом в основном был спродюсирован Smokeasac и IIVI. Изначально выпуск альбома был отложен на неопределенный срок из-за смерти Lil Peep’a, но в итоге вышел посмертно на свет почти через год после смерти артиста, 9 ноября 2018 года.
В стандартное издание альбома вошли 11 композиций, большая часть которых была записана ещё при жизни Густава и лишь подверглась переработке.
18 октября 2018 года был выпущен ведущий сингл альбома «Cry Alone», а также музыкальное видео, в котором был анонсирован релиз альбома 9 ноября 2018 года.
Come Over When You’re Sober, Pt. 2 дебютировал на четвёртой позиции в американском чарте Billboard 200, с продажами более, чем 81.000 эквивалентных альбомных единиц (включая 43.000 копий) в первую неделю продаж. Альбом получил в целом положительные отзывы от музыкальных критиков.

## Предпосылки
После смерти музыканта его семья и лейбл получили доступ к ноутбукам Густава, на которых хранились накопленные за долгие годы аудио и видео материалы, в том числе и ранее не изданные.
В скором времени, друг и продюсер Lil Peep'а, Smokeasac, с которым они вместе работали над дебютным COWYS1, написал в Twitter, что в течение 2017 года их дуэт создал много прекрасной музыки, часть которой не была издана. Стало ясно, что возможен выход посмертного альбома-продолжения.
В феврале 2018 года Smokeasac в Твиттере подтвердил выпуск альбома, но когда "придет время". Дата выпуска альбом была позже назначена на 9 ноября 2018 года.

## Музыка и тексты песен
Как и в предыдущих релизах, Come Over When You’re Sober, Pt. 2 построен на задумчивой смеси хип-хопа, эмо-рока и поп-панка. Тема альбома содержит размышления о разбитом сердце и наркомании. Его тёмные лирические заботы замкнуты, погружены в отвращение к себе и размышления о смерти и самоубийстве.
Музыкальные композиции в основном содержат электрогитару. Песни выражают гитарные риффы среднего темпа, написанные в миноре и состоящие из четырех нот. Альбом содержит фирменный музыкальный стиль Лил Пипа, смесь пения и рэпа.
Лирически, Come Over When You’re Sober, Pt. 2 сосредотачивается вокруг темы смерти, в первую очередь той, которую Лил Пип себе представляет. Лил Пип часто размышляет о своей смерти в песнях, одержимо демонстрируя мысли о своей неизбежной кончине. Эмоциональный лирический смысл альбома излучает откровенное изображение глубокой депрессии. Его лирический подход включает в себя мрачные рассказы о мучительной и безнадежной борьбе. На протяжении всего альбома есть моменты, которые демонстрируют связь Пипа с самовыражением и саморазрушением.

## Синглы
17 октября 2018 года через аккаунты соц. сетей Густава были объявлены название и дата выхода первого сингла. Клип на трек «Cry Alone», снятый в мае 2017 года в Сан-Франциско Максом Беком, было выпущено в тот же день, что и сингл, 18 октября 2018 года. В тот же день была утверждена дата выхода альбома.
Две недели спустя, 1 ноября 2018 года, в день рождения Пипа, был официально выпущен второй сингл, «Runaway». Видеоклип к нему был срежиссирован Стивеном Мертенсом и матерью Густава, Лизой Вомак.
7 ноября 2018, за два дня до релиза альбома, был выпущен третий сингл «Life is Beautiful». В отличие от двух первых синглов, третий не был совершенно новой композицией. Изначальная версия песни была представлена в мини-альбоме «Feelz» в 2015 году и носила название «Life». Smokeasac совместно с IIVI доработали её и выпустили ремикс под названием «Life is Beautiful». Видеоклип к обновленной версии был составлен из кусочков видео, которые снимал сам Lil Peep в 2015 году, во время домашнего исполнения песни на вебкамеру.
Ранее, до появления конкретной информации о выпуске COWYS2, 19 и 27 сентября 2018 года, были выпущены две версии одной ранее не изданной песни, «Falling Down» (совместно с XXXTentacion) и «Sunlight on Your Skin» (совместно с iLoveMakonnen). Обе версии попали на альбом в качестве бонус треков.

## Продвижение
Jon Caramanica в статье New York Times в 2018 году объявил, что готовится документальный фильм о Lil Peep, продюсером которого выступит Terrence Malick. Вместе с фильмом также может быть выпущен дополнительный саундтрек.
Фильм вышел на свет 10 марта, 2019 году. Ожидается выпуск фильма на русском языке летом 2019 года.

## Список композиций
| №                   | Название                | Автор(ы)                                                                    | Продюсер(ы)              | Длительность |
| ------------------- | ----------------------- | --------------------------------------------------------------------------- | ------------------------ | ------------ |
| 1.                  | «Broken Smile (My All)» | Густав Ар Дилан Купер Дилан Маллен Джейсон Пебворт Джордж Астасио Джон Шейв | Smokeasac IIVI           | 4:40         |
| 2.                  | «Runaway»               | Ар Маллен Древ Фульк Стив Чой                                               | Smokeasac                | 3:12         |
| 3.                  | «Sex with My Ex»        | Ар Маллен Шейн Маллен                                                       | Smokeasac                | 3:33         |
| 4.                  | «Cry Alone»             | Ар Маллен Пебворт Астасио Шейв                                              | Smokeasac IIVI           | 2:47         |
| 5.                  | «Leanin’»               | Ар Маллен Пебворт Астасио Шейв Benjamin Friars-Funkhouser                   | Smokeasac IIVI           | 3:26         |
| 6.                  | «16 Lines»              | Ар Маллен Пебворт Астасио Шейв Чой                                          | Smokeasac IIVI           | 4:04         |
| 7.                  | «Life is Beautiful»     | Ар Маллен Пебворт Астасио Шейв                                              | Smokeasac IIVI           | 3:27         |
| 8.                  | «Hate Me»               | Ар Маллен Пебворт Астасио Шейв Ларс Стальфорс                               | Smokeasac IIVI Стальфорс | 3:00         |
| 9.                  | «IDGAF»                 | Ар Маллен Пебворт Астасио Шейв                                              | Smokeasac IIVI           | 3:34         |
| 10.                 | «White Girl»            | Ар Маллен Пебворт Астасио Шейв                                              | Smokeasac IIVI           | 3:21         |
| 11.                 | «Fingers»               | Ар Д. Маллен Ш. Маллен Фульк                                                | Smokeasac                | 3:02         |
| Общая длительность: | Общая длительность:     | Общая длительность:                                                         | Общая длительность:      | 38:06        |

| №                   | Название                                            | Автор(ы)                                                                               | Продюсер(ы)                                   | Длительность |
| ------------------- | --------------------------------------------------- | -------------------------------------------------------------------------------------- | --------------------------------------------- | ------------ |
| 12.                 | «Falling Down» (совместно с XXXTentacion)           | Ар Джасей Онфрой Валентин Леон Блаватник Маконнен Шеран Майкл Уильямс II Аарон Джексон | Cunningham Scott Theft Mike Will Made It IIVI | 3:18         |
| 13.                 | «Sunlight on Your Skin» (совместно с ILoveMakonnen) | Ар Блаватник Шеран Уильямс II Джексон                                                  | Cunningham Scott Theft Mike Will Made It IIVI | 3:20         |
| Общая длительность: | Общая длительность:                                 | Общая длительность:                                                                    | Общая длительность:                           | 44:44        |

| №                   | Название                      | Автор(ы)                              | Producer(s)         | Длительность |
| ------------------- | ----------------------------- | ------------------------------------- | ------------------- | ------------ |
| 1.                  | «Broken Smile (og version)»   | Åhr Mullen                            | Smokeasac           | 2:41         |
| 2.                  | «Runaway (og version)»        | Åhr Mullen                            | Smokeasac           | 2:50         |
| 3.                  | «Sex With My Ex (og version)» | Åhr Mullen                            | Smokeasac           | 2:06         |
| 4.                  | «Cry Alone (og version)»      | Åhr Mullen Pebworth                   | Smokeasac IIVI      | 2:04         |
| 5.                  | «Leanin (og version)»         | Åhr Mullen Benjamin Friars-Funkhouser | Smokeasac fish narc | 2:15         |
| 6.                  | «Sixteen Lines (og version)»  | Åhr Mullen                            | Smokeasac           | 2:50         |
| 7.                  | «IDGAF (og version)»          | Åhr Mullen                            | Smokeasac           | 2:52         |
| 8.                  | «White Girl (og version)»     | Åhr Mullen                            | Smokeasac           | 2:53         |
| 9.                  | «Fingers (og version)»        | Åhr Mullen                            | Smokeasac           | 2:48         |
| 10.                 | «In The Car»                  | Åhr Mullen                            | Smokeasac           | 2:09         |
| Общая длительность: | Общая длительность:           | Общая длительность:                   | Общая длительность: | 25:32        |

## Чарты
| Чарт (2018)                         | Высшая позиция |
| ----------------------------------- | -------------- |
| Австралия (ARIA)                    | 15             |
| Австрия (Ö3 Austria)                | 17             |
| Бельгия/Фландрия (Ultratop)         | 21             |
| Бельгия/Валлония (Ultratop)         | 62             |
| Канада (Canadian Albums Chart)      | 3              |
| Чехия (ČNS IFPI)                    | 4              |
| Дания (Hitlisten)                   | 12             |
| Нидерланды (Album Top 100)          | 21             |
| Эстония (Eesti Ekspress)            | 1              |
| Финляндия (Suomen virallinen lista) | 1              |
| Франция (SNEP)                      | 57             |
| Германия (Offizielle Top 100)       | 26             |
| Ирландия (IRMA)                     | 12             |
| Италия (Classifica album)           | 31             |
| Латвия (LAIPA)                      | 1              |
| Новая Зеландия (RMNZ)               | 9              |
| Норвегия (VG-lista)                 | 4              |
| Польша (ZPAV)                       | 19             |
| Шотландия (Scottish Albums Chart)   | 67             |
| Швеция (Sverigetopplistan)          | 3              |
| Швейцария (Schweizer Hitparade)     | 38             |
| Великобритания (UK Albums Chart)    | 19             |
| США Billboard 200                   | 4              |

## Сертификации
| Регион                                                                      | Сертификация | Продажи |
| --------------------------------------------------------------------------- | ------------ | ------- |
| Бразилия (ABPD)                                                             | Золотой      | 20 000  |
| Канада (Music Canada)                                                       | Золотой      | 40 000  |
| Дания (IFPI Danmark)                                                        | Золотой      | 10 000  |
| Польша (ZPAV)                                                               | Золотой      | 10 000  |
| Великобритания (BPI)                                                        | Золотой      | 100 000 |
| США (RIAA)                                                                  | Золотой      | 500 000 |
| Данные о продажах + прослушиваниях приведены только на основе сертификации. |              |         |